# Виламайна
Вилама̀йна (на италиански: Villamaina) е село и община в Южна Италия, провинция Авелино, регион Кампания. Разположено е на 570 m надморска височина. Населението на общината е 970 души (към 2010 г.).